# Clementa C. Pinckney
Clementa Carlos Pinckney (Beaufort, 30 luglio 1973 – Charleston, 17 giugno 2015) è stato un politico, attivista e pastore metodista statunitense.
Fu pastore presso la chiesa Africana Metodista Episcopale Emanuel di Charleston, la quale divenne l'obiettivo di un attacco a sfondo razzista nel giugno del 2015, nel quale lo stesso Pinckney morì.

## Biografia
Pinckney nacque a Beaufort, nella Carolina del Sud, da John Pinckney, di professione meccanico, e Theopia Stevenson Aikens, un'educatrice per lo sviluppo dell'infanzia. Cominciò a tenere delle predicazioni nella sua chiesa all'età di 13 anni e cinque anni dopo venne istituito pastore.
La famiglia di sua madre ha delle origini particolari in campo metodista e parrocchiale. Il suo bisnonno materno fece causa al Partito Democratico statunitense affinché la loro comunità venisse integrata in campo politico. Suo zio lavorò per la NAACP per eliminare la segregazione degli scuolabus e ha criticato anche l'allora governatore John C. West affinché aiutasse a eleggere delle persone di colore all'Assemblea Generale dello Stato. Invece, la famiglia di suo padre pareva essere composta da dei discendenti di schiavi.
Pinckney frequentò la Allen University, dove ottenne un B.A. nel 1995 e continuò gli studi presso l'Università della Carolina del Sud nel 1999. Divenne predicatore nelle città di Beaufort, Charleston e Columbia e, nel 2010, pastore presso la chiesa Africana Metodista Episcopale Emanuel di Charleston. Dopo l'uccisione di Walter Scott, un ragazzo afroamericano disarmato ucciso da un poliziotto il 4 aprile 2015, Pinckney si impegnò fortemente per i diritti civili delle minoranze, partecipando anche a numerose manifestazioni contro i metodi non convenzionali usati dalla polizia.
Pinckney fu ucciso durante una sparatoria avvenuta nella chiesa di Charleston il 17 giugno 2015, nella quale un giovane suprematista bianco, Dylann Roof, fece fuoco uccidendo 9 afroamericani.

## Vita privata
Era sposato con Jennifer Benjamin dal 1999, dalla quale ha avuto due bambini.